# Jorma Härkönen
Jorma Kalevi Härkönen (ur. 17 maja 1956 w Saari) – fiński lekkoatleta, średniodystansowiec, medalista mistrzostw Europy.

## Kariera sportowa
Specjalizował się w biegu na 800 metrów. Zdobył brązowy medal w tej konkurencji na mistrzostwach Europy w 1982 w Atenach, przegrywając jedynie z Hansem-Peterem Fernerem z Republiki Federalnej Niemiec i Sebastianem Coe z Wielkiej Brytanii. Odpadł w półfinale biegu na 800 metrów na mistrzostwach świata w 1983 w Helsinkach.
Härkönen był mistrzem Finlandii w biegu na 800 metrów w latach 1980–1984, a także halowym mistrzem na tym dystansie w 1980, 1982 i 1983.
Jego rekord życiowy w biegu na 800 metrów wynosił 1:46,39, ustanowiony 7 sierpnia 1983 w Helsinkach.